# Saint-Méard
Pour les articles homonymes, voir Saint-Méard (homonymie).
Saint-Méard (Sent Mèrd en occitan) est une commune française située dans le département de la Haute-Vienne en région Nouvelle-Aquitaine.

### Localisation

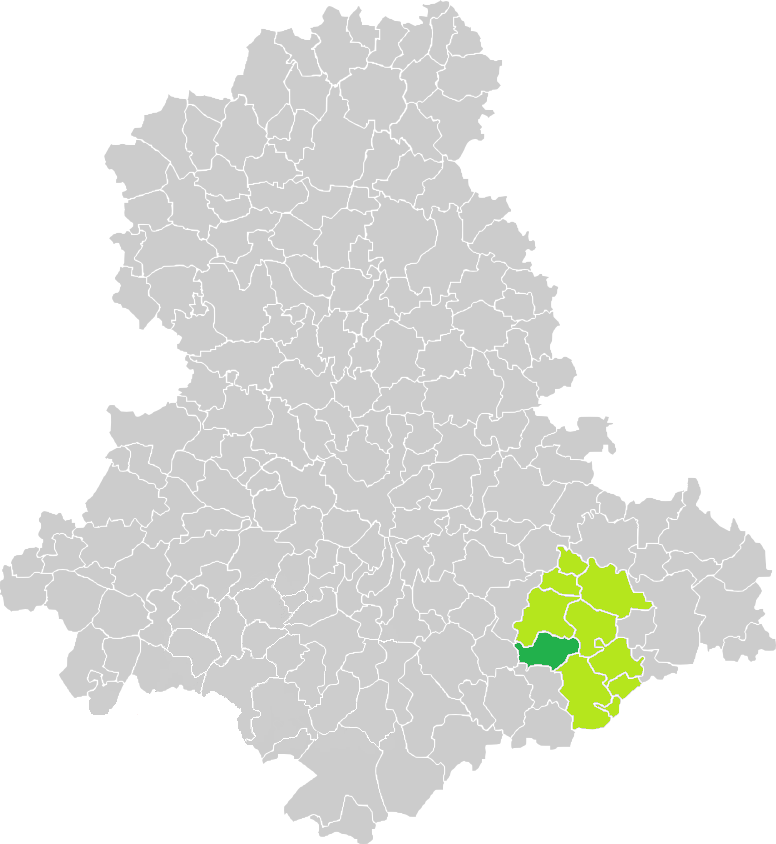
Situation de la commune de Saint-Méard en Haute-Vienne.

## Géographie

### Communes limitrophes
| Saint-Bonnet-Briance (par un quadripoint) | Linards                 |                          |
| Glanges                                   | Saint-Méard             | Châteauneuf-la-Forêt     |
|                                           | Saint-Vitte-sur-Briance | La Croisille-sur-Briance |

### Climat
Pour des articles plus généraux, voir Climat de la Nouvelle-Aquitaine et Climat de la Haute-Vienne.
Historiquement, la commune est exposée à un climat océanique limousin.  
En 2020, Météo-France publie une typologie des climats de la France métropolitaine dans laquelle la commune est dans une zone de transition entre le climat océanique altéré et le climat de montagne et est dans la région climatique  Ouest et nord-ouest du Massif Central, caractérisée par une pluviométrie annuelle de 900 à 1 500 mm, maximale en automne et en hiver.
Pour la période 1971-2000, la température annuelle moyenne est de 10,7 °C, avec une amplitude thermique annuelle de 14,5 °C. Le cumul annuel moyen de précipitations est de 1 200 mm, avec 13,5 jours de précipitations en janvier et 8,1 jours en juillet. Pour la période 1991-2020, la température moyenne annuelle observée sur la station météorologique la plus proche, située sur la commune de Saint-Germain-les-Belles à 6,96 km à vol d'oiseau, est de 0,0 °C et le cumul annuel moyen de précipitations est de 0,0 mm,. Pour l'avenir, les paramètres climatiques de la commune estimés pour 2050 selon différents scénarios d'émission de gaz à effet de serre sont consultables sur un site dédié publié par Météo-France en novembre 2022.

## Urbanisme

### Typologie
Au 1er janvier 2024, Saint-Méard est catégorisée commune rurale à habitat très dispersé, selon la nouvelle grille communale de densité à sept niveaux définie par l'Insee en 2022.
Elle est située hors unité urbaine. Par ailleurs la commune fait partie de l'aire d'attraction de Limoges, dont elle est une commune de la couronne,. Cette aire, qui regroupe 127 communes, est catégorisée dans les aires de 200 000 à moins de 700 000 habitants,.

### Occupation des sols
L'occupation des sols de la commune, telle qu'elle ressort de la base de données européenne d’occupation biophysique des sols Corine Land Cover (CLC), est marquée par l'importance des territoires agricoles (73,4 % en 2018), une proportion sensiblement équivalente à celle de 1990 (73,3 %). La répartition détaillée en 2018 est la suivante : 
prairies (55,9 %), forêts (26,6 %), zones agricoles hétérogènes (17,2 %), terres arables (0,4 %). L'évolution de l’occupation des sols de la commune et de ses infrastructures peut être observée sur les différentes représentations cartographiques du territoire : la carte de Cassini (XVIIIe siècle), la carte d'état-major (1820-1866) et les cartes ou photos aériennes de l'IGN pour la période actuelle (1950 à aujourd'hui).

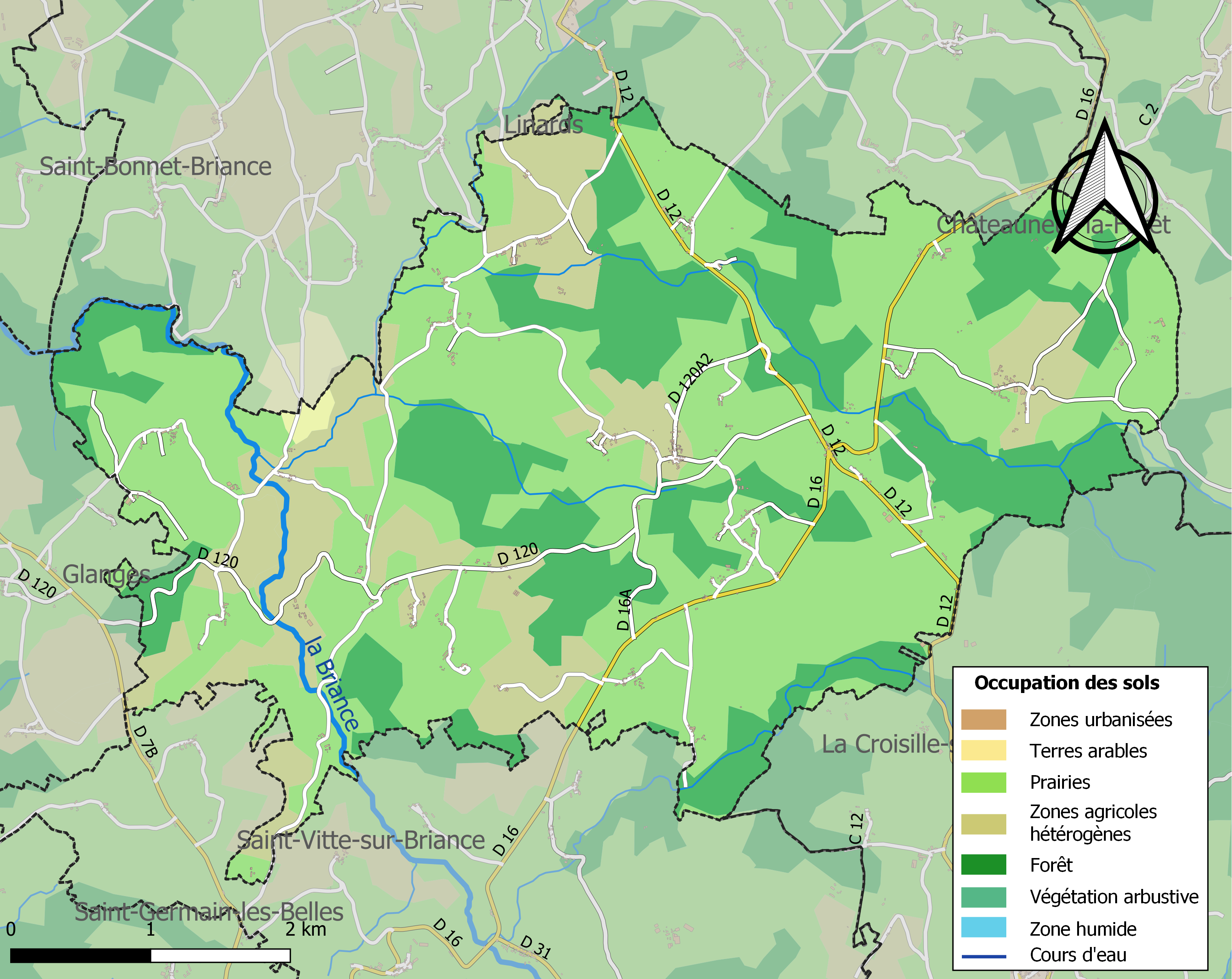
Carte des infrastructures et de l'occupation des sols de la commune en 2018 (CLC).

### Risques majeurs
Le territoire de la commune de Saint-Méard est vulnérable à différents aléas naturels : météorologiques (tempête, orage, neige, grand froid, canicule ou sécheresse) et séisme (sismicité très faible). Il est également exposé à un risque particulier : le risque de radon. Un site publié par le BRGM permet d'évaluer simplement et rapidement les risques d'un bien localisé soit par son adresse soit par le numéro de sa parcelle.

#### Risques naturels

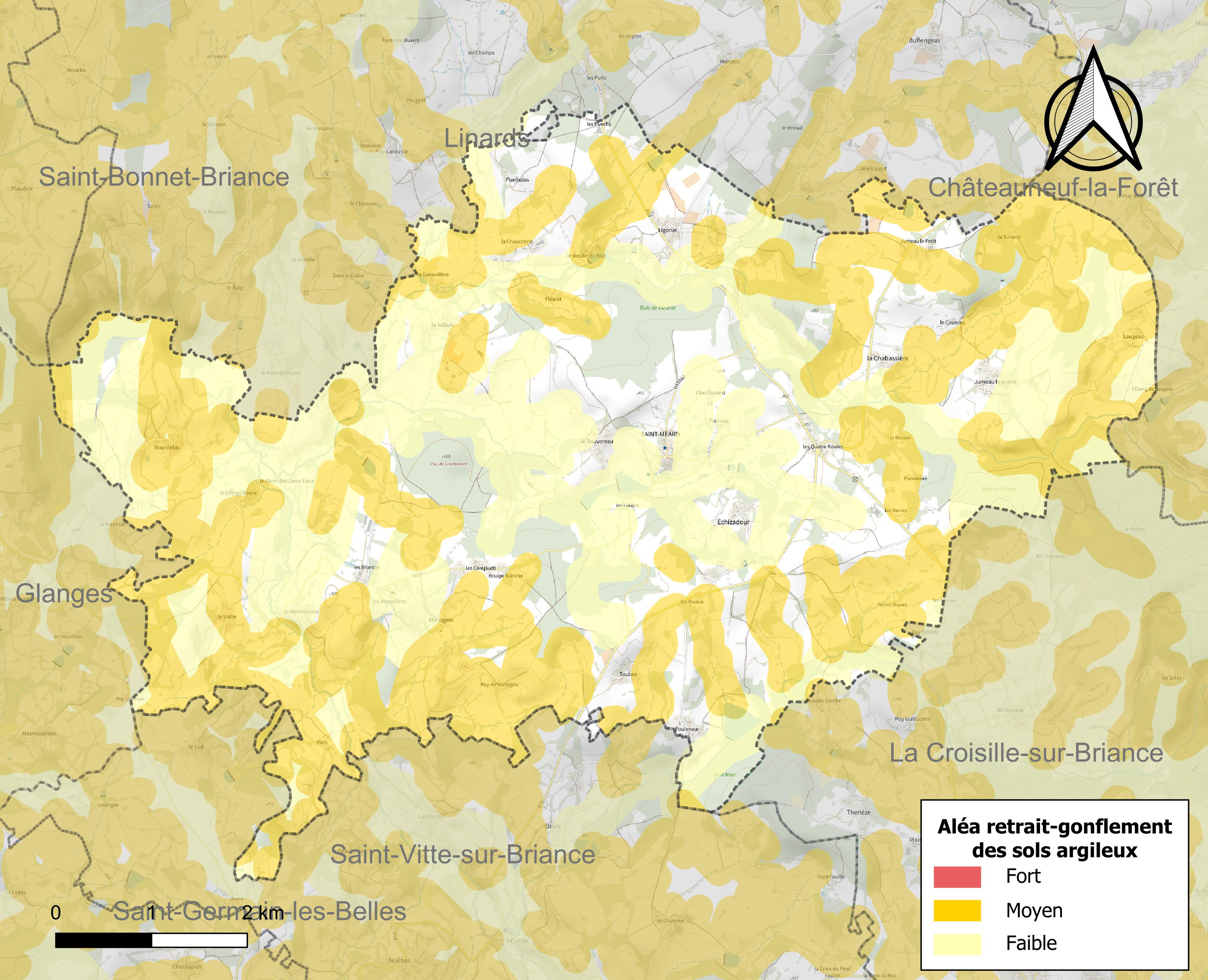
Carte des zones d'aléa retrait-gonflement des sols argileux de Saint-Méard.

Le retrait-gonflement des sols argileux est susceptible d'engendrer des dommages importants aux bâtiments en cas d’alternance de périodes de sécheresse et de pluie. 42,5 % de la superficie communale est en aléa moyen ou fort (27 % au niveau départemental et 48,5 % au niveau national métropolitain). Depuis le 1er octobre 2020, en application de la loi ÉLAN, différentes contraintes s'imposent aux vendeurs, maîtres d'ouvrages ou constructeurs de biens situés dans une zone classée en aléa moyen ou fort,.
La commune a été reconnue en état de catastrophe naturelle au titre des dommages causés par les inondations et coulées de boue survenues en 1982 et 1999 et par des mouvements de terrain en 1999.

#### Risque particulier
Dans plusieurs parties du territoire national, le radon, accumulé dans certains logements ou autres locaux, peut constituer une source significative d’exposition de la population aux rayonnements ionisants. Selon la classification de 2018, la commune de Saint-Méard est classée en zone 3, à savoir zone à potentiel radon significatif.

## Toponymie
Le nom de la commune est une déformation de Saint-Médard (Sancti Médardi, attesté vers 1090). Il s'agit du même nom que la commune corrézienne de Saint-Merd-les-Oussines (Merd = Médard en occitan). Cette dernière était d'ailleurs orthographiée Saint Méard en 1700.

## Histoire
Aux environs de l'an 1200, le terroir de Saint-Méard fait partie de la châtellenie de Châteauneuf, dont le donjon d'Echizadour est un des points essentiels de défense. La famille de Châteauneuf est probablement - mais sans certitude - issue d'une branche cadette des Laron.
Une communauté de religieux vivait à Bourdelas au Moyen Âge (attestée par des tombes)
Les forges de Saint Méard [XVIIe siècle - XVIIIe siècle] : La haute vallée de la Briance, depuis La Croisille jusqu'à Linards, était une « petite zone industrielle », réputée pour ses moulins et ses forges. Ainsi, des activités installées à proximité du village du pont des Deux Eaux. On y trouvait un moulin, dit « de Bouriquet », pour la farine et le papier. Mais surtout une forge, qui n'existe plus, située à la place d'un bois, aujourd'hui en face de l'île séparant alors le cours naturel de la Briance du canal et de l'écluse (le bief), alimentant la forge. On trouve sa trace sur de vieux plans, au pied du village de Bourdelas : la carte de Cassini (XVIIIe siècle) et le cadastre dit « napoléonien » de 1832 (Feuille des Veyssières C1) où le village est noté Pont les deux Eaux. À cette dernière date, la forge n'existait plus, étant devenue une simple ferme. L'histoire de cette forge est indissociable de la famille Piquet (ou Picquet), sur six générations. C'est leur nom qu'on retrouve tout près au « Pont de Piquet » (aujourd'hui dans la commune de Linards), dont quelques bâtiments, aujourd'hui disparus, sont visibles sur le plan du cadastre de 1832 (Feuille de Bourdelas D1) où il est noté Pont chez Piquet.
Les conditions de fonctionnement. L'énergie utilisée était bien sûr le bois (« chatenier, boullau, fayau, chêne » lit-on dans un acte de 1761), provenant de toutes les forêts environnantes, surtout de La Garenne à Linards. On en tirait aussi du charbon de bois. C'est donc grâce à deux ressources naturelles locales – bois et eau – qu'on pouvait produire du fer et du cuivre. Le principal client était un négociant métallurgiste de Saint-Léonard, le SR Robert : pots en fonte, « reliages », pièces de fer pour socs de charrue, et des chaudrons en cuivre « rouge »). Ce dernier à raison de 120 quintaux par an. Le personnel était peu nombreux : deux maîtres de forge – un Piquet, plus un second, un gendre (vers 1750, Hennequin, habitant Bourdelas), plus un ou deux ouvriers, tel Jean Dinaud, et plus  tard (1788), Jean Chapelle  Un inventaire des outils très détaillé, établi en 1763 à la demande de Brochard, permet de se faire une idée précise des méthodes de travail. À partir de 1750 environ, la forge avait donc périclité. Les Piquet possédaient aussi des terres proches des forges, puis au-delà du pont sur la Briance, vers Linards (aujourd'hui pont de Piquet). On n'en sait rien avant 1782, où elles sont confiées en métayage à  Mourelaud, dont le chef de famille se prénomme Georges, qui y cultive des céréales (blé, seigle), des pois, et élève des bovins (bail à cheptel de 1789.
Durant tout le XVIIIe siècle, les actes concernant la vie de la « dynastie » Piquet permettent de croiser quelques notables de Saint-Méard : un curé, Constant, la famille Martinot, seigneurs de La Valade (dont un notaire, et un vicaire), la famille d'Eschisadour. On rencontre aussi un aubergiste du bourg, le sieur Pierre Barget, surnommé « le dragon » ou « le cavalier » (sans doute avait-il servi ainsi dans l'armée), qui était sûrement fortuné, puisqu'il pratiquait les prêts d'argent. On relève aussi quelques faits divers : les crues de la Briance (1742) furent telles qu'elles emportèrent un jeune voiturier de Voutezac, dont le corps ne fut retrouvé que 4 mois plus tard. En 1788, un marchand de Châteauneuf dut s'excuser par écrit d'avoir insulté gravement Jean-B. Piquet lors de la foire.

## Politique et administration
| Période                                  | Période   | Identité              | Étiquette | Qualité |
| ---------------------------------------- | --------- | --------------------- | --------- | ------- |
| Les données manquantes sont à compléter. |           |                       |           |         |
| 1871                                     | 1879      | Louis Mosnier         |           |         |
| 1879                                     | 1901      | Léonard Jumeau        |           |         |
| 1901                                     | 1909      | Léonce Jumeau         |           |         |
| 1909                                     | 1947      | Jean Lachaud          |           |         |
| 1947                                     | 1956      | Léonce Jumeau (fils)  |           |         |
| 1956                                     | 1965      | Jean Reilhac          |           |         |
| 1965                                     | 1977      | René Tarse            |           |         |
| 1977                                     | 1983      | Jean-Jacques Azzopard |           |         |
| 1983                                     | mars 1989 | Désiré Martageix      |           |         |
| mars 1989                                | en cours  | Henri Lavaud          | PS        |         |

## Démographie
L'évolution du nombre d'habitants est connue à travers les recensements de la population effectués dans la commune depuis 1793. Pour les communes de moins de 10 000 habitants, une enquête de recensement portant sur toute la population est réalisée tous les cinq ans, les populations de référence des années intermédiaires étant quant à elles estimées par interpolation ou extrapolation. Pour la commune, le premier recensement exhaustif entrant dans le cadre du nouveau dispositif a été réalisé en 2006.

En 2022, la commune comptait 367 habitants, en évolution de +2,23 % par rapport à 2016 (Haute-Vienne : −0,68 %, France hors Mayotte : +2,11 %).
| 1793  | 1800  | 1806  | 1821  | 1831  | 1836  | 1841  | 1846  | 1851  |
| ----- | ----- | ----- | ----- | ----- | ----- | ----- | ----- | ----- |
| 1 066 | 1 043 | 1 120 | 1 137 | 1 203 | 1 127 | 1 135 | 1 184 | 1 192 |

| 1856  | 1861  | 1866  | 1872  | 1876  | 1881  | 1886  | 1891  | 1896  |
| ----- | ----- | ----- | ----- | ----- | ----- | ----- | ----- | ----- |
| 1 145 | 1 088 | 1 160 | 1 066 | 1 080 | 1 060 | 1 121 | 1 146 | 1 114 |

| 1901  | 1906  | 1911 | 1921 | 1926 | 1931 | 1936 | 1946 | 1954 |
| ----- | ----- | ---- | ---- | ---- | ---- | ---- | ---- | ---- |
| 1 106 | 1 091 | 971  | 891  | 851  | 765  | 768  | 692  | 655  |

| 1962 | 1968 | 1975 | 1982 | 1990 | 1999 | 2006 | 2011 | 2016 |
| ---- | ---- | ---- | ---- | ---- | ---- | ---- | ---- | ---- |
| 642  | 610  | 549  | 435  | 367  | 330  | 372  | 384  | 359  |

| 2021 | 2022 | - | - | - | - | - | - | - |
| ---- | ---- | - | - | - | - | - | - | - |
| 362  | 367  | - | - | - | - | - | - | - |

Estimation en 1700 (règne de Louis XIV) : environ 930 habitants (d'après les registres paroissiaux, avec un taux de natalité de 38 pour 1000).

Particularité (partagée avec Roziers-Saint-Georges dans le canton) : la population du bourg ne représente que 10 % de l'ensemble communal.

## Lieux et monuments

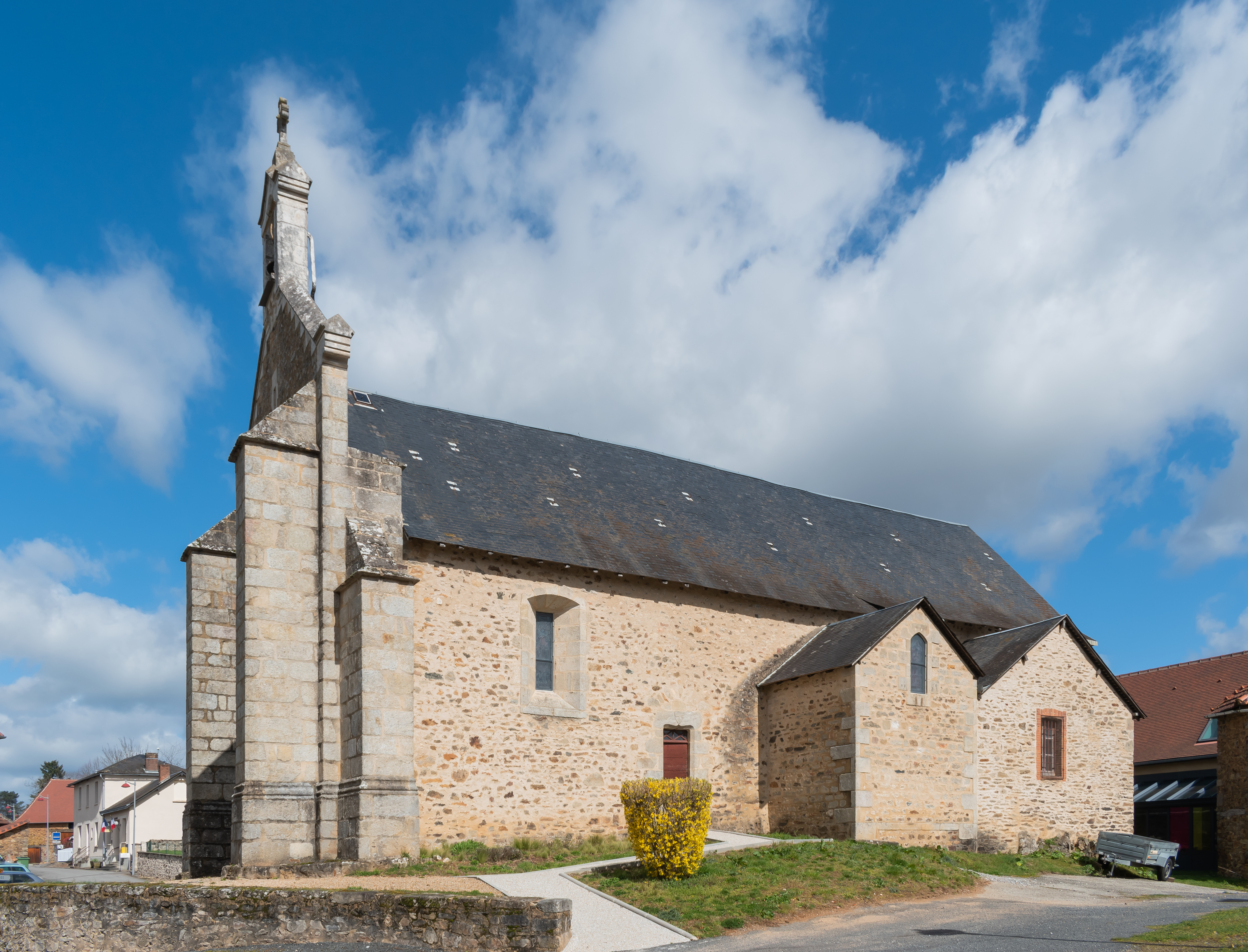
Église Saint-Médard.

- Église Saint-Médard de Saint-Méard. Elle est inscrite à l'Inventaire général du patrimoine culturel[28].

## Personnalités
- Florent Dumontet de Cardaillac (1749-1794), fils de Louis Alphonse Montet de Malussen de La Molhière, baron du Mazet, seigneur de Janailhac, prêtre martyr sur les pontons de Rochefort, béatifié en 1995[29].

## Jumelages
- Costesti Vilsan (Roumanie).

## Pour approfondir